# تل الشيخ

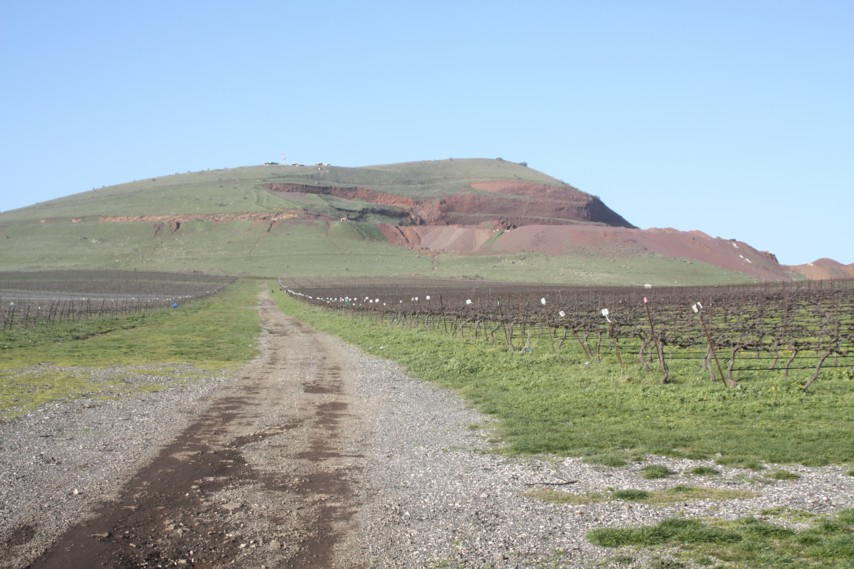
تل الشيخ

تل الشيخ أو تل الشيخة (بالعبرية: הר חרמונית‏) جبل بركاني يقع في هضبة الجولان في سوريا ويبلغ ارتفاعه 1,211 متر (3,973 قدم).